# Ємадичине
Ємади́чине — село в Україні, у Шалигинській селищній громаді Шосткинського району Сумської області. Населення становить 25 осіб. До 2016 орган місцевого самоврядування — Шалигинська селищна рада.

## Географія
Село Ємадичине розташоване на лівому березі річки Лапуга, вище за течією на відстані 2.5 км розташоване село Ходине, нижче за течією на відстані 2 км розташоване смт Шалигине, на протилежному березі — село Гудове.

## Історія
12 червня 2020 року, відповідно до розпорядження Кабінету Міністрів України № 723-р «Про визначення адміністративних центрів та затвердження територій територіальних громад Сумської області», село увійшло до складу Шалигинської селищної громади.
19 липня 2020 року, в результаті адміністративно-територіальної реформи та ліквідації Глухівського району, село увійшло до складу новоутвореного Шосткинського району.
5 червня 2025 року Постановою Верховної Ради України № 4483-ІХ «Про перейменування окремих населених пунктів, назви яких містять символіку російської імперської політики або не відповідають стандартам державної мови» село Ємадикине перейменовано на Ємадичине. 18 червня 2025 року перейменування набуло чинності.

## Пам'ятки
Городище і селище IX—XIII століття. Південна околиця села Ємадикине, біля дороги до села Мишутине. Городище займає мис, утворений ярами та долинами р. Лопуга, поблизу впадіння в нього струмка.